# フランシスコ・デ・ヘスース
フランシスコ・デ・ヘスース（Francisco de Jesús、1590年6月2日 - 1632年9月3日）は、江戸時代初期に来日したスペインの聖アウグスチノ修道会宣教師である。俗名はフランシスコ・テレロ・オルテガ・イ・ペレス（Francisco Terrero Ortega y Pérez）。

## 経歴・人物
カスティーリャ王国のパレンシア県ビジャメディアナ（現在はカスティーリャ・イ・レオン州に所在）に生まれ、バリャドリッド大学に入学し教会法を学ぶ。卒業後の1614年に24歳で聖アウグスチノ修道会士となり、1620年にはスペイン領東インド（現在のフィリピン）に渡航しマニラにて布教活動を行った。1623年（元和9年）には同郷のドミニコ会宣教師だった後に聖トマス西と15殉教者となるドミンゴ・エルキシアらと共に薩摩に来航したが、当時の日本ではキリスト教禁止令が発令した時期であった。
しかしフランシスコは絶望せず来日直後にアウグスチノ会の日本管区長の代理として活動し、1626年（寛永3年）には奥州の米沢等東北地方を中心に布教活動を行う。1628年（寛永5年）に布教を終えその後は長崎に滞在していたが翌1629年（寛永6年）に捕縛され、1632年（寛永9年）に雲仙にて熱湯に長時間浸かるといった拷問を受け同9月3日（寛永9年7月19日）に殉教した。